# Кардинал (риба)
Риба кардинал (лат. Pterapogon kauderni) је тропска рибица која спада у фамилију Apogonidae. Због своје лепоте ова риба је једна од популарнијих и траженијих у акваријумима. Једна је од неколицине тропских риба које се узгајају.

## Опште карактеристике
Бангајски кардинал је једини члан њене породице која је дневна риба (активна преко дана). То је тропска морска риба која формира стабилне групе око 9 појединаца у плиткој води, најчешће на дубини 1,5 до 2,5 метара. Она насељава низ плитких станишта, укључујући и коралне гребене, морску траву, и отворене површине попут песка и шљунка. То су најчешће мирна станишта на заштићеном делу већих острва. Јавља се међу различитим местима бентонских површина као на пример код морских јежева, морских саса, и гранајућих корала. Младе рибе најчешће су повезне са морским сасама, а младе јединке и одрасли најчешће се јављају код морских јежева са дугим бодљама и код гранајућих корала, морских звезда, хидрозоа и мангровог корења. Бангајски кардинал често коегзистира са различитим рибама, сасама и шкампима. Када се сакрију између корала и саса или када се нађу између бодља морских јежева, повезујемо их са неколико других родова кардинала.

## Исхрана
Ове рибе не иду у лов на храну, него једу планктоне или копеподе који долазе до њих путем разних морских струја. 
Женка има активну улогу у удварању и привлачењу мужјака који се јављају неколико дана или неколико сати пре времена повлачења и парења. Парови се углавном паре неколико метара од групе. Јаја су око 2,5 милиметара у пречнику. Млади остају у усној дупљи мужјака непосредно док се јединке не излегу. За разлику од многих других врста морских риба ова врста има кратак животни век. Износи четири године у оптималним условима и у ограниченом простору, а можда и од 1 до 2 године у дивљини.

## Узгој
Кардинал риба је популарна акваријумска риба.
Сакупљају је локални рибари и продаје се у продавницама за животиње. Ова риба се успешно узгаја узгајивачницама. Због све веће трговине овом врстом, прети јој истребљење. Она је наведена као угрожена врста од стране Међународне уније за заштиту природе.